# 臨時演員

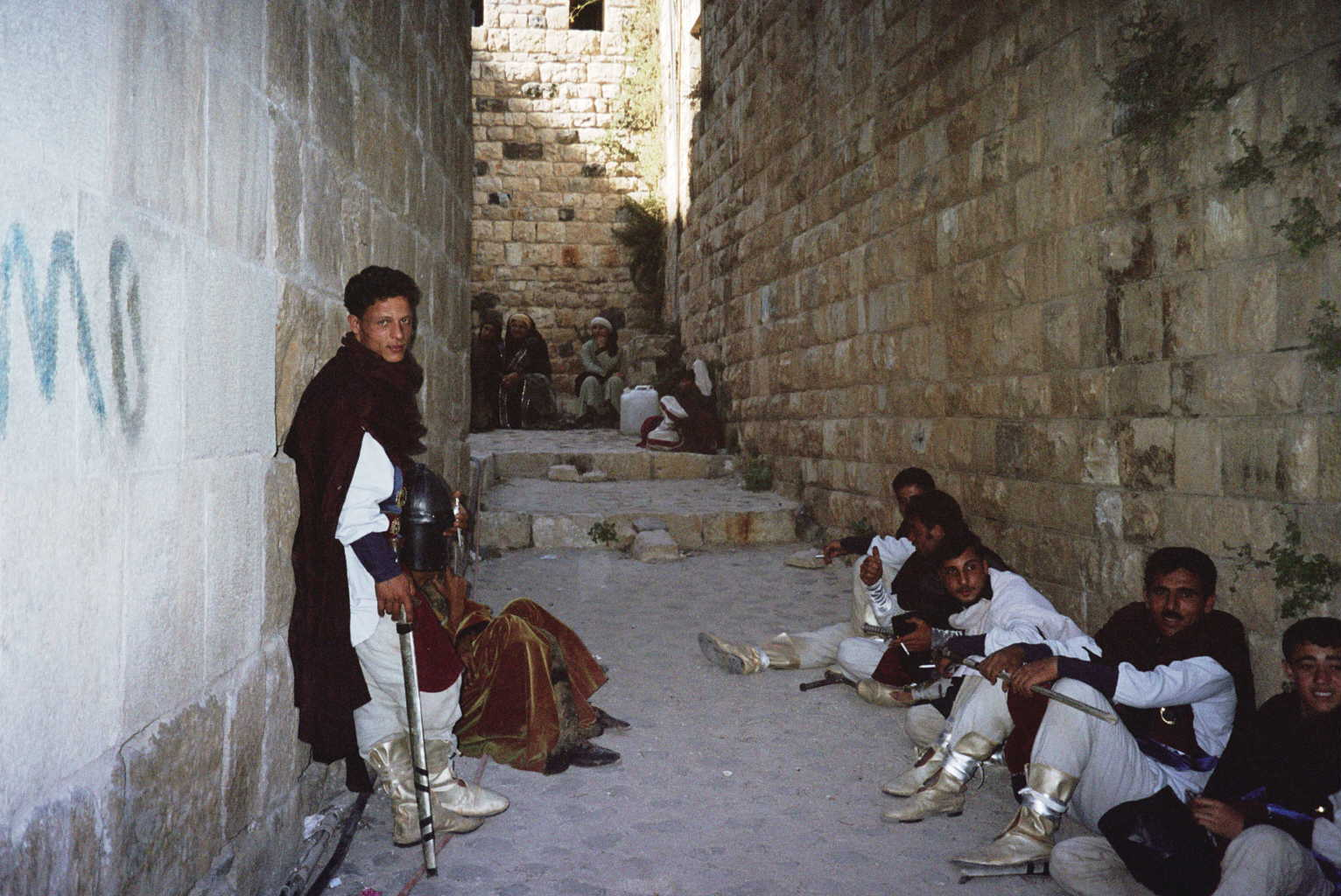
在一座堡壘內的臨時演員

臨時演員，簡稱臨演，或稱「群眾演員」，香港俗稱「茄哩啡」、「臨記」、「老臨」，是指飾演閒角的人物。例如販夫走卒、餐廳內食客、班级同学、巡游活动参与者、路人等等的演員。由於他們的性質與傳統戲曲中的跑龍套類似，所以有時也會稱為「跑龍套」。在電影、舞台或电视节目中，通常會以短期合約制聘用這些演員，稱為「臨時演員」。

## 龍套
龍套演員是由四個人組成一個單位（稱為堂），一般在舞台上多用一堂或兩堂，扮演劇中的侍從或兵卒，負責助威吶喊或烘托聲勢，用以表示人馬眾多，是一種以少見多的表演形式。之所以會稱「龍套」，是因為戲服上往往繡有龍紋。龍套演員必須要熟悉自己在舞台上的站位，以及各種常用的固定隊形變化，另外也須熟悉各種齊唱的曲牌。由於龍套的功用主要是為了陪襯或應故事發展之用，因此如果替人幫襯、打雜或跑腿，做些無關緊要的工作或扮演無足輕重的角色時，一般便稱為「跑龍套」。有时称呼一些重要的配角演员，也会戏称其为大龙套。

## 茄哩啡
香港粤语常稱臨時演員為「茄哩啡」（粵拼：ke1 le1 fe1）。有人認為是取自英文「carefree」的諧音。該詞的解釋為「無需照顧」或「不用操心」，借指出演劇中無關重要的小人物、閒角色的臨時演員。也有人認為是英文「kill the film」的諧音，意為「殺死膠捲」，因為臨時演員演技差，需要浪費菲林不斷重拍，便以此指代這些臨時演員。這詞一直只為口語使用沒有文字，直至1978年由嚴浩導演、陳欣健參予編劇的同名電影《茄哩啡》（The Extras）始見於文字。該片公映前還以海報形式廣貼市區：「茄哩啡究竟係乜嘢？」作為宣傳賣點，自此正式納入文字並廣為民眾所知。
陳欣健曾表示當時「茄哩啡」已是電影圈流行術語，而此詞首出演員馮敬文之口。他認為是譯自英文，但翻遍百科全書也無法查獲出處。導演盧敦也認同是始自馮敬文，他指「茄喱啡」一事發生在拍攝中聯影業公司的《海》（1963年）。據說某天馮敬文在海灘拍片時，看見一對洋人男女在談論海灘上一群罕見的小型動物，便衝口而出以「茄喱啡」一語向身旁的白燕等劇組人員形容該群動物，但馮本人亦說不出此語有何意義，可能是情急之下胡言亂語。此後馮敬文便習慣以「茄喱啡」稱呼不明動物乃至不明人物，可能因他是臨記的領班，「茄喱啡」一語後來成為臨時演員的代稱。
1980年的報道卻有另一種說法，表示「茄哩啡」一詞是袁步雲始創，並由馮敬文推廣。相傳當年袁步雲在拍片之餘，向白燕、周坤玲、黃楚山、馮敬文等人講述了一個笑話：從前廣州西關有位女傭柳姐，受主人差遣，到「洋人藍」街購買「茄士咩」香皂，但因記憶力差，將「洋人藍」誤記成「藍人洋」，到了雜貨店又將「茄士咩」說成「茄哩啡」。這個故事讓眾人捧腹大笑。當時劇務馮敬文便以「茄哩啡」來稱呼臨記。自此「茄哩啡」便成為臨時演員的代名詞，在香港影圈廣為流傳。

## 閒角
閒角，常稱作路人，在電視劇、電影等作品中，指戲份薄弱的副角、不相關的小人物、串場的閒雜人等。可能用來表達地方民眾的聲音，或是充當背景。
大部分的明星都是從無名的角色做起，如五屆影后張曼玉剛出道時曾飾演跑步的路人。
一些會出外景的綜藝節目，可能邀請當地的路人、鄉親民眾，參與節目製作或協助演出人員解決節目企畫的活動。

## 流行文化
- 周星馳電影《喜劇之王》
- 浮誇，由香港流行音樂歌手陳奕迅主唱，江志仁作曲，黃偉文填詞，並收錄於他的唱片《U87》中（最佳成績︰2005年8月13日（第33週）903專業推介 冠軍）

## 備註
1. ↑  報道原文為「茄士洋」，但應是「茄士咩」（Cashmere）香皂。

## 外部連結
- 盼綠葉終成牡丹　臨時演員